# Chiesa di San Francesco d'Assisi (Ragusa)
Il convento dei Cappuccini, con l'annessa chiesa di San Francesco, è un complesso religioso situato a Ragusa.

## Storia
Il convento venne fondato nel 1819, dal cappuccino padre Giambattista Scopetta, nel nuovo centro abitato di Ragusa, sorto dopo il sisma del 1693, di fronte all'antica Ragusa Ibla.
I frati si stabilirono presso l'antico eremo delle croci, con annessa una piccola chiesa. In seguito alla confisca dei beni ecclesiastici da parte dello Stato (1866), il convento venne adibito in parte ad ospedale, in parte a carcere mandamentale.
Già prima della soppressione, erano stati avviati i lavori per la realizzazione di una nuova e più grande chiesa, grazie all'opera di fra Felice da Ragusa. Questa venne ultimata nel 1875 e dedicata a San Francesco di Paola.
Nel 1905 padre Michelangelo da Gela diede inizio alla costruzione di un ulteriore convento, adiacente alla preesistente chiesa della Sacra Famiglia. Qui i frati si trasferirono e vi rimasero fino al 1951, quando fecero ritorno nel convento di San Francesco di Paola.
L'8 dicembre del 1950 la chiesa venne eretta parrocchia, e  nel 1986 la parrocchia fu intitolata a San Francesco d'Assisi.
Negli anni '90 il convento è stato consegnato alla Diocesi di Ragusa.